# Brasão de Queimados
O brasão do município de Queimados foi instituindo dois anos apos a emancipação de Nova Iguaçu em 25 de junho de 1993 pela Lei N° 040/1993, jundo com o hino e a bandeira da cidade.